# 哈利波特：死神的聖物製作過程
《哈利波特：死神的聖物》的製作背景講述哈利·波特與死亡聖器電影最終分為兩集的拍攝過程發生許多事件。

## 發展
將最後一集哈利波特小說分成上下兩個部分，早在2004年《哈利波特：火盃的考驗》已有提議分為兩部電影，但仍未採用。《死神的聖物》採取相連拍攝，作為一整部完整電影，再拆成兩部上映。小說分成兩個部份的想法從2007年中就開始孕育，但是直到美國編劇協會大罷工事件結束後，製片大衛·海曼（David Heyman）才開始向編劇史蒂夫·克勒伍（Steve Kloves）認真考慮，並且取得羅琳的批准。克勒伍於2009年四月開始著手編劇第二部分。
據華納兄弟的營運長艾倫·宏恩（Alan F. Horn）表示，這將給予「額外一小時半的時間去慶祝系列電影終章的到來，並且真正公平呈現精彩故事中所有的文字和想法。」海曼認為分成兩集製作的幕後提到：《死神的聖物》如此的豐富，故事如此的緊湊，且許多的伏筆問題待解決，與作者J·K·羅琳討論結果，我們一致認為分成兩部分是必要的。編劇克勒伍直到編劇罷工事件結束後才開始回到工作崗位上。
官方指定大衛·葉慈（David Yates）執導最後一集之前，其它導演同樣有著執導意願，第三集《哈利波特：阿茲卡班的逃犯》導演艾方索·柯朗（Alfonso Cuarón）表示曾試圖回歸執導。從錯失執導《哈利波特：阿茲卡班的逃犯》的葛雷摩·戴托羅，也表達執導《死神的聖物》的意願，但是因延宕多時的《哈比人：意外旅程》（The Hobbit）的製作而無法兼任。
作者羅琳被指命與大衛·海曼和大衛·貝倫（David Barron）兩位製片一起，作為最後一集電影的電影監製。海曼指出，因為分成兩部有更長的時間呈現細節，本片將比其前幾部電影更加吸引人。 丹尼爾·雷德克里夫說「這會是部公路電影，特別在第一部分。在第一部分電影，哈利波特再也不會待在觀眾以往習慣看到的霍格華茲校園裡。這將會是完全煥然一新，期望再次帶給觀眾眼睛為之一亮，因為本片會是全新不同面貌，不再只是整天下來都待在同一場景。」
葉慈和海曼特別提到，第七集些許的事件於第六集電影就已提到。

## 拍攝

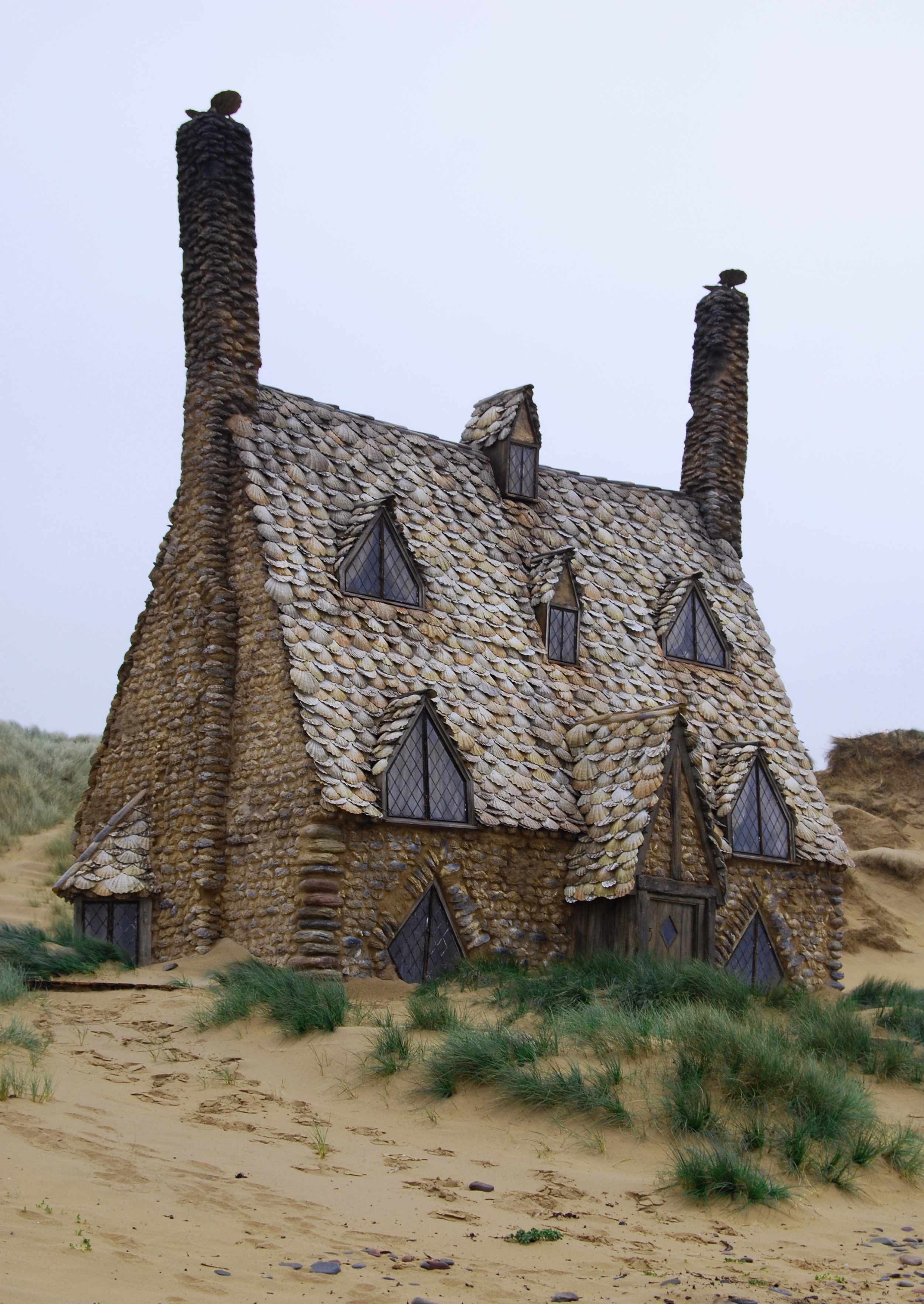
《哈利·波特与死亡圣器》中西淡水海灘上比尔和芙蓉的貝殼居

2009年1月26日開始電影前置作業，2月19日於利維斯登片廠進行拍攝，前六個月分期於此地拍攝。第六集的攝影指導戴邦奈爾（B萬runo Delbonnel）選擇不接手《死神的聖物》，因為他本身不想作重複的事。因此愛德華多·塞拉（Eduardo Serra）接手替代他作為第七集的攝影師。導演大衛·葉慈提到本片將會用“大量手持攝影機（hand-held camera）”拍攝，他表示“我要每當進入魔法世界就有振奮的事物，在拍攝過程我喜愛大膽實驗。”2009年十月，雷夫·范恩斯開始拍攝他的角色佛地魔，這段時期大多數的成人演員也準備進行拍攝。
劇組取景於斯温利森林（Swinley Forest）和威爾士的西淡水（Freshwater West）海灘當地，作為兩個主要的電影戶外拍攝場景，另外還有英國的拉文納姆（Lavenham）和倫敦街頭。
2010年3月26日於英國的松樹林片廠（Pinewood Studios）拍攝結束，不過利維斯登片廠仍持續在作未來的拍攝作業。最後一集上下兩部完全製作結束，耗費一個半年的時間走遍整個英國，最終於6月12日殺青。儘管拍攝進度原設250天，而實際共耗費478天完成製作。哈利波特三人組演員，在最後幾天都當眾落淚，為期十年的系列史詩電影始終要畫下句點。不過，2010年冬天證實於英國重拍終章原本在倫敦國王十字火車站的場景，拍攝於12月21日完成，代表著十年的哈利波特系列電影拍攝正式結束。有趣的是四年前的當天，正是作者J·K·羅琳在官方網站上，公開最後一集系列小說《哈利波特—死神的聖物》名稱的那天。
在利維斯登拍攝階段，丹尼爾·雷德克里夫的特技替身演員大衛·霍姆斯拍攝空中連續鏡頭時，遭到嚴重的脊髓損傷意外，導致癱瘓。妙麗的替身演員也在一爆炸場面摔落地面。